# 武汉大学历史学院

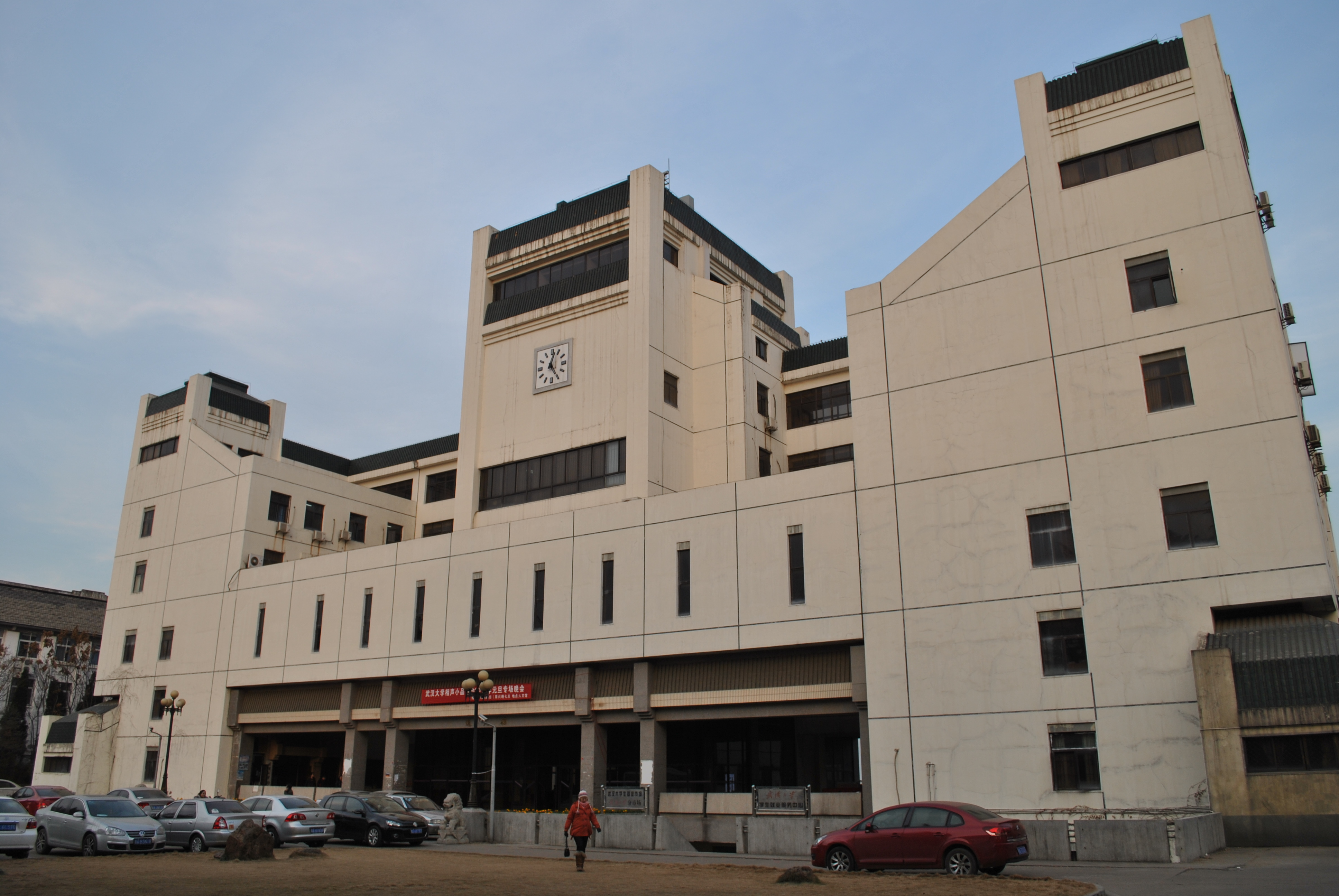
文学院和历史学院共用的人文馆

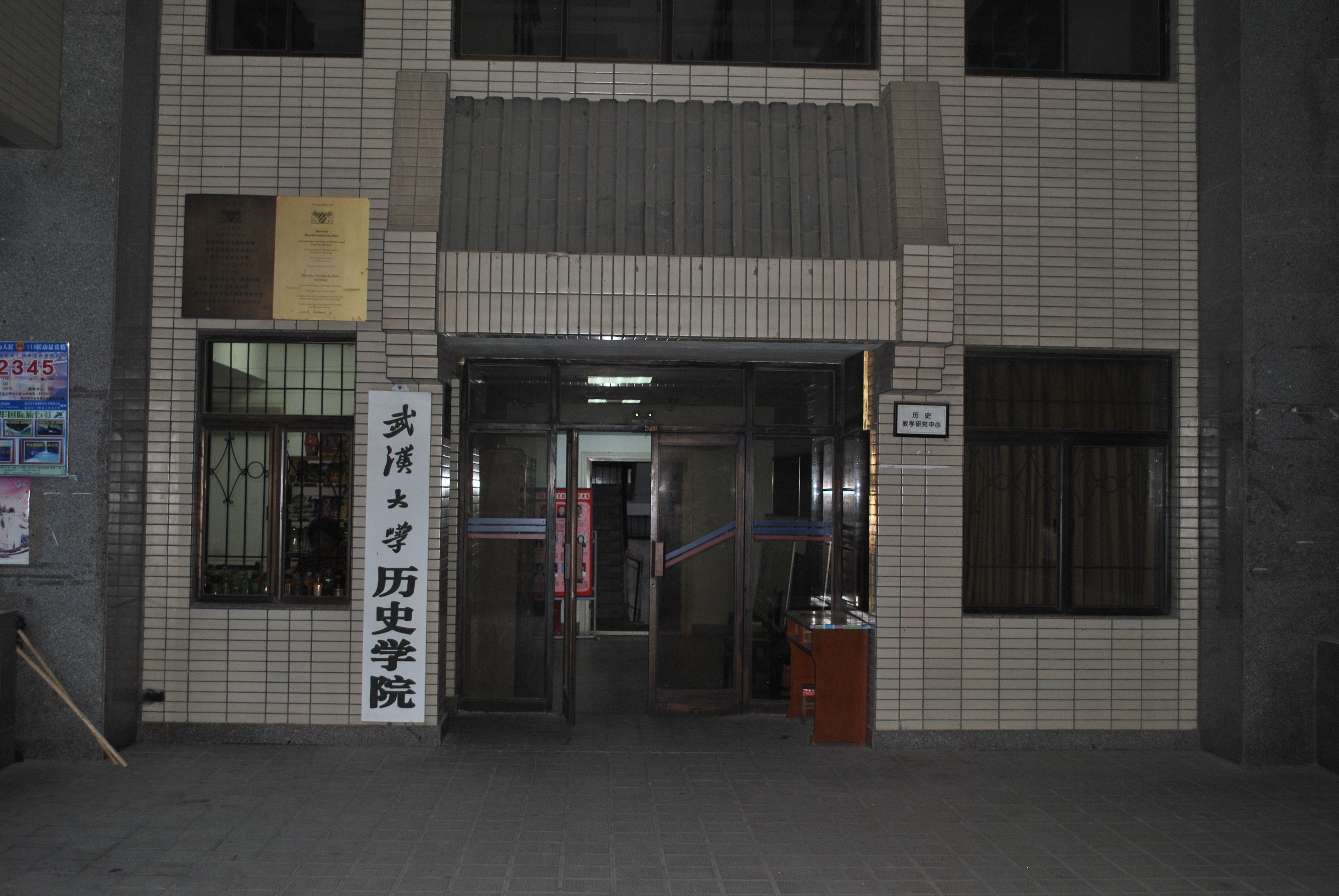
人文馆下左侧的历史学院正门

武汉大学历史学院始建于1913年国立武昌高等师范学校历史地理部，现隶属于武汉大学人文科学学部。

## 历史沿革
- 1913年 国立武昌高等师范学校历史地理部
- 1917年 国立武昌高等师范学校国文史地部
- 1922年 国立武昌高等师范学校历史社会学系
- 1927年 国立武昌中山大学文科社会历史学系
- 1930年 国立武汉大学文学院史学系
- 1953年 武汉大学历史学系
- 1998年 武汉大学历史文化学院
- 1999年 武汉大学人文科学学院历史系
- 2003年 武汉大学历史学院[1]

## 专业设置
- 本科生
  - 历史学基地班（国家基础科学人才培养基地）
  - 世界历史实验班
  - 考古学专业
- 硕士和博士研究生
  - 史学理论及史学史
  - 考古学及博物馆学
  - 历史地理学
  - 历史文献学
  - 专门史
  - 中国古代史
  - 中国近现代史
  - 世界史
  - 中国文化史
  - 中国经济史
  - 国际关系与中外关系史
  - 地区国别史[1]

## 名师大家
- 李剑农
- 钱穆
- 吴于廑
- 唐长孺
- 吴其昌
- 谭戒甫
- 嚴耕望
- 沈刚伯
- 石泉 （歷史學家）
- 李工真[1]